# Praproče pri Grosupljem
Praproče pri Grosupljem este o localitate din comuna Grosuplje, Slovenia, cu o populație de 48 de locuitori.